# Artibeus anderseni
Artibeus anderseni (Osgood, 1916) è un pipistrello della famiglia dei Fillostomidi diffuso nell'America meridionale.

## Descrizione

### Dimensioni
Pipistrello di piccole dimensioni, con la lunghezza della testa e del corpo tra 50 e 55 mm, la lunghezza dell'avambraccio tra 34 e 38 mm, la lunghezza del piede tra 9 e 11 mm, la lunghezza delle orecchie tra 14 e 18 mm e un peso fino a 9 g.

### Aspetto
Le parti dorsali variano dal marrone chiaro al bruno-grigiastro, mentre le parti ventrali sono simili al dorso o leggermente più chiare. Il muso è corto e largo. La foglia nasale è ben sviluppata e lanceolata. Due strisce chiare poco marcate sono presenti su ogni lato del viso, la prima si estende dall'angolo esterno della foglia nasale fino a dietro l'orecchio, mentre la seconda parte dall'angolo posteriore della bocca e termina alla base del padiglione auricolare. Il labbro inferiore ha una verruca al centro circondata da altre più piccole. Le orecchie sono di medie proporzioni, triangolari, con l'estremità arrotondata e con il bordo posteriore marcato di bianco o color crema. Le membrane alari sono marroni scure o nerastre. È privo di coda, mentre l'uropatagio è ridotto ad una sottile membrana lungo la parte interna degli arti inferiori, con il margine libero a forma di U rovesciata e leggermente ricoperto di peli. Il calcar è corto. Sono presenti 2 molari su ogni semi-arcata dentaria.

## Biologia

### Comportamento
Si rifugia sotto grandi foglie di alberi come il banano, costruendo talvolta delle piccole tende.

### Alimentazione
Si nutre di frutta, particolarmente di grandi alberi.

### Riproduzione
Femmine gravide o in allattamento sono state osservate in Colombia e Brasile tra marzo ed aprile e tra settembre e novembre in Bolivia ed Ecuador.

## Distribuzione e habitat
Questa specie è diffusa negli stati brasiliani di Amazonas, Pará, Rondônia e Sergipe, Bolivia nord-occidentale, Ecuador e Perù orientali e Colombia occidentale.
Vive in foreste pluviali mature sia montane che di pianura, in piantagioni e giardini fino a 1.300 metri di altitudine.

## Conservazione
La IUCN Red List, considerato il vasto areale e la tolleranza a diversi tipi di habitat, classifica A.anderseni come specie a rischio minimo (Least Concern)).